# Commissione Arbitri Nazionale
La Commissione Arbitri Nazionale è la denominazione con la quale si indica l'Organo Tecnico dell'A.I.A., alla quale competono le designazioni di arbitri ed assistenti per le gare dei campionati di Serie A e Serie B (C.A.N. A-B), Serie C (C.A.N. C) e per la Serie D, Eccellenza e Promozione (C.A.N. D). Esistono inoltre la C.A.N. 5 Élite e la C.A.N. 5 che designano gli arbitri nazionali per quanto riguarda il calcio a 5 e la C.A.N. BS per gli arbitri nazionali del Beach soccer. 

## Storia recente delle C.A.N. A-B
In origine, vi era un'unica commissione che designava sia per la serie A che per la serie B.
La Commissione per la stagione sportiva 2006-2007 era composta inizialmente dal designatore Stefano Tedeschi (Sezione di Bologna), dai vice Gennaro Borriello (Sezione di Mantova), Francesco Capraro (Sezione di Cassino) e da Giovanni Stevanato (Sezione di Mestre). Nel mese di dicembre 2006 però in seguito alle dimissioni irrevocabili di Tedeschi, diventa designatore ad interim il Presidente dell'A.I.A. Cesare Gussoni che si avvale della consulenza di Pierluigi Collina. Il resto della Commissione rimane comunque inalterato, con tutti i vice a mantenere il loro posto. Le dimissioni di Tedeschi, che era stato nominato dal Commissario Straordinario dell'A.I.A., Luigi Agnolin, rappresentano il primo caso in Italia di abbandono dell'incarico a stagione sportiva in corso.
Dalla stagione sportiva 2007-2008, la Commissione è presieduta da Pierluigi Collina stesso, che ha come vice Gennaro Borriello, Francesco Capraro e Giovanni Stevanato. L'8 luglio 2009 vengono riconfermati sia Pierluigi Collina sia Gennaro Borriello, invece Francesco Capraro e Giovanni Stevanato vengono sostituiti da Tarcisio Serena e Alessandro Stagnoli.
Dal 1º luglio 2010 la CAN A-B è stata sdoppiata in CAN A e CAN B. Ciò è derivato dalla scissione tra lega di serie A e lega di serie B. Contestualmente, Pierluigi Collina ha annunciato di voler abbandonare il suo incarico di designatore in Italia, per accettare una proposta fattagli dall'UEFA (designatore per le competizioni europee). A seguito di ciò, Marcello Nicchi si è nominato coordinatore delle due neonate commissioni arbitrali. L'8 luglio 2010 vengono resi noti i nominativi dei designatori responsabili. A capo della CAN A viene scelto Stefano Braschi, che si avvarrà della collaborazione di Alessandro Stagnoli e Gennaro Borriello (questi ultimi riconfermati). Responsabile della neonata CAN B diventa l'ex fischietto internazionale Roberto Rosetti, che si ritira per accettare l'incarico dirigenziale. Al suo fianco, come collaboratori, i nuovi eletti Domenico Messina e Marco Ivaldi.
Il 7 luglio 2011 vengono presentati i nuovi responsabili delle commissioni, per la stagione sportiva 2011-2012. Vi sono alcune modifiche. In CAN A è confermato Braschi, ma cambia uno dei suoi due collaboratori: Borriello lascia per far posto a Livio Bazzoli. In CAN B Roberto Rosetti, diventato responsabile degli arbitri russi, viene sostituito dal suo ex vice, Domenico Messina. Al posto di quest'ultimo, come vice subentra il neo-ritirato Emidio Morganti.
Per la stagione 2012-2013 vengono riconfermati in blocco tutti i responsabili delle massime commissioni arbitrali nazionali, Stefano Braschi per la CAN A e Domenico Messina per la CAN B. Nessun cambio neanche tra i collaboratori, che rimangono quelli dell'anno precedente.
Inoltre, sempre per la stagione 2012-2013, in vista dell'adozione degli arbitri addizionali (su decisione dell'IFAB) anche nel massimo campionato nazionale, viene deciso un aumento di organici. Gli arbitri appartenenti alla CAN A vengono portati da 20 a 21, mentre gli arbitri della CAN B vengono portati da 24 a 27. Ciò permetterà maggiore possibilità di scelta ai designatori, con arbitri di Serie B che potranno apparire in serie A come arbitri addizionali.
Per la stagione 2013-2014 le commissioni di CAN A e CAN B vengono confermate in toto, con Stefano Braschi che in serie A sarà all'ultimo anno possibile (il quarto) come designatore.
Dalla stagione sportiva 2014-2015 il designatore della CAN A non è più Stefano Braschi. Il 4 luglio 2014 viene annunciata la nomina di Domenico Messina responsabile CAN A per la stagione sportiva 2014-2015. Contestualmente, Stefano Farina prende il suo posto come responsabile CAN B.
Per la stagione sportiva 2015-2016 Domenico Messina viene confermato in CAN A mentre Stefano Farina in CAN B. 
Similmente, i due responsabili vengono confermati di nuovo per la stagione 2016-2017. Il 25 maggio 2017 viene reso noto, a seguito del decesso nei giorni precedenti del responsabile CAN B Stefano Farina, la nomina del presidente AIA, Marcello Nicchi, come responsabile straordinario fino alla fine della stagione, 30 giugno 2017.
Il 4 luglio 2017 vengono nominati nuovi responsabili delle commissioni: Domenico Messina in CAN A lascia il posto a Nicola Rizzoli, neo-ritirando dal campo, mentre in CAN B, al posto di Stefano Farina, venuto a mancare poco tempo prima della fine della stagione 2016-2017, subentra Emidio Morganti come commissario per il 2017-2018. Rizzoli per la CAN A e Morganti per la CAN B vengono confermati anche per la stagione successiva.
Il 6 luglio 2019 Nicola Rizzoli ottiene un'ulteriore conferma per il terzo anno consecutivo come responsabile della CAN A, altrettanto Emidio Morganti come responsabile della CAN B. Alla commissione della CAN A si aggiunge Antonio Giannoccaro come nuovo membro, dopo aver ricoperto per 4 anni (il massimo possibile) il ruolo di responsabile degli arbitri della CAN PRO.
Il 1º settembre 2020 vengono riunificate la CAN A e la CAN B. 
Dal 3 luglio 2021 Gianluca Rocchi è nominato responsabile della CAN A-B. 
Dal 1º luglio 2022 vengono soppressi i limiti d'età massimi. L’attività è consentita infatti, senza limiti di età, in base all’idoneità fisica ed alla validità di rendimento.

## Organico C.A.N. A-B
Per la stagione 2024-2025 l'organico della CAN A-B è composto da 47 arbitri, 84 assistenti arbitrali, 13 V.M.O. e 5 Assistenti V.M.O..

### Commissione Arbitri Nazionale A e B[2]
| Nome e cognome                 | Sezione            | Qualifica    |
| ------------------------------ | ------------------ | ------------ |
| Gianluca Rocchi                | Firenze            | Responsabile |
| Elenito Giovanni Di Liberatore | Teramo             | Componenti   |
| Andrea Gervasoni               | Mantova            | Componenti   |
| Dino Tommasi                   | Bassano del Grappa | Componenti   |
| Mauro Tonolini                 | Milano             | Componenti   |

### Arbitri
| Nome e cognome              | Sezione          | C.A.N. A-B dal | Nascita | Prima era |
| --------------------------- | ---------------- | -------------- | ------- | --- |
| Rosario Abisso              | Palermo          | 2020-21        | 1985    | CAN A (2017-18) |
| Claudio Giuseppe Allegretta | Molfetta         | 2025-26        | -       | - |
| Alberto Ruben Arena         | Torre del Greco  | 2024-25        | 1992    | - |
| Giovanni Ayroldi            | Molfetta         | 2020-21        | 1991    | CAN B (2019-20) |
| Kevin Bonacina              | Bergamo          | 2023-24        | 1993    | - |
| Andrea Calzavara            | Varese           | 2025-26        | 1993    | - |
| Daniele Chiffi              | Padova           | 2020-21        | 1984    | CAN A (2018-19) |
| Giuseppe Collu              | Cagliari         | 2023-24        | 1990    | - |
| Andrea Colombo              | Como             | 2021-22        | 1990    | - |
| Valerio Crezzini            | Siena            | 2024-25        | 1993    | - |
| Marco Di Bello              | Brindisi         | 2020-21        | 1981    | CAN A (2014-15) |
| Davide Di Marco             | Ciampino         | 2023-24        | 1991    | - |
| Federico Dionisi            | L'Aquila         | 2020-21        | 1988    | CAN B (2018-19) |
| Daniele Doveri              | Roma 1           | 2020-21        | 1977    | CAN A (2011-12), già nella CAN A e B (2009-10), con la scissione nella stagione 2010-11 viene inserito nell'organico CAN B |
| Michael Fabbri              | Ravenna          | 2020-21        | 1983    | CAN A (2015-16) |
| Ermanno Feliciani           | Teramo           | 2023-24        | 1991    | - |
| Maria Sole Ferrieri Caputi  | Livorno          | 2023-24        | 1990    | - |
| Francesco Fourneau          | Roma 1           | 2020-21        | 1984    | CAN A (2020-21) |
| Simone Galipò               | Firenze          | 2024-25        | 1989    | - |
| Davide Ghersini             | Genova           | 2020-21        | 1985    | CAN B (2013-14 |
| Marco Guida                 | Torre Annunziata | 2020-21        | 1981    | CAN A (2011-12), già nella CAN A e B (2009-10), con la scissione nella stagione 2010-11 viene inserito nell'organico CAN B |
| Federico La Penna           | Roma 1           | 2020-21        | 1983    | CAN A (2018-19) |
| Gianluca Manganiello        | Pinerolo         | 2020-21        | 1981    | CAN A (2017-18) |
| Matteo Marcenaro            | Genova           | 2021-22        | 1992    | - |
| Matteo Marchetti            | Ostia Lido       | 2020-21        | 1989    | CAN B (2020-21) |
| Fabio Maresca               | Napoli           | 2020-21        | 1981    | CAN A (2016-17) |
| Maurizio Mariani            | Aprilia          | 2020-21        | 1982    | CAN A (2015-16) |
| Livio Marinelli             | Tivoli           | 2020-21        | 1984    | CAN B (2016-17) |
| Davide Massa                | Imperia          | 2020-21        | 1981    | CAN A (2012-13) |
| Luca Massimi                | Termoli          | 2020-21        | 1988    | CAN B (2018-19) |
| Giuseppe Mucera             | Palermo          | 2025-26        | -       | - |
| Luca Pairetto               | Nichelino        | 2020-21        | 1984    | CAN A (2016-17) |
| Daniele Perenzoni           | Rovereto         | 2023-24        | 1988    | - |
| Mario Perri                 | Roma 1           | 2024-25        | -       | - |
| Ivano Pezzuto               | Lecce            | 2020-21        | 1984    | CAN B (2014-15) |
| Marco Piccinini             | Forlì            | 2020-21        | 1983    | CAN A (2019-20) |
| Antonio Rapuano             | Rimini           | 2020-21        | 1985    | CAN B (2015-16) |
| Juan Luca Sacchi            | Macerata         | 2020-21        | 1984    | CAN A (2020-21) |
| Simone Sozza                | Seregno          | 2020-21        | 1987    | CAN B (2019-20) |
| Paride Tremolada            | Monza            | 2023-24        | 1988    | - |
| Niccolò Turrini             | Firenze          | 2025-26        | 1993    | - |
| Andrea Zanotti              | Rimini           | 2025-26        | 1993    | - |
| Luca Zufferli               | Udine            | 2021-22        | 1990    | - |

### Assistenti arbitrali
| Nome e cognome             | Sezione           |
| -------------------------- | ----------------- |
| Stefano Alassio            | Imperia           |
| Mario Davide Arace         | Lugo di Romagna   |
| Giovanni Baccini           | Conegliano        |
| Khaled Bahri               | Sassari           |
| Claudio Barone             | Roma 1            |
| Marco Belsanti             | Bari              |
| Filippo Bercigli           | Firenze           |
| Alessio Berti              | Prato             |
| Andrea Bianchini           | Perugia           |
| Simone Biffi               | Treviglio         |
| Daniele Bindoni            | Venezia           |
| Paolo Bitonti              | Bologna           |
| Marco Bresmes              | Bergamo           |
| Pasquale Capaldo           | Napoli            |
| Ciro Carbone               | Napoli            |
| Ivan Catallo               | Frosinone         |
| Alex Cavallina             | Parma             |
| Marco Ceccon               | Lovere            |
| Dario Cecconi              | Empoli            |
| Marco Ceolin               | Treviso           |
| Alessandro Cipressa        | Lecce             |
| Nicolò Cipriani            | Empoli            |
| Valerio Colarossi          | Roma 2            |
| Francesco Cortese          | Palermo           |
| Alessandro Costanzo        | Orvieto           |
| Marco D'Ascanio            | Ancona            |
| Pietro Dei Giudici         | Latina            |
| Stefano Del Giovane        | Albano Laziale    |
| Giuseppe Di Giacinto       | Teramo            |
| Vittorio Di Gioia          | Nola              |
| Damiano Di Iorio           | VCO               |
| Francesca Di Monte         | Chieti            |
| Federico Fontani           | Siena             |
| Domenico Fontemurato       | Roma 2            |
| Stefano Galimberti         | Seregno           |
| Dario Garzelli             | Livorno           |
| Alessandro Giallatini      | Roma 2            |
| Lorenzo Giuggioli          | Grosseto          |
| Davide Imperiale           | Genova            |
| Paolo Laudato              | Taranto           |
| Alessandro Lo Cicero       | Brescia           |
| Fabrizio Lombardo          | Cinisello Balsamo |
| Francesco Luciani          | Milano            |
| Damiano Margani            | Latina            |
| Gaetano Massara            | Reggio Calabria   |
| Vito Mastrodonato          | Molfetta          |
| Filippo Meli               | Parma             |
| Thomas Miniutti            | Maniago           |
| Gamal Mokhtar              | Lecco             |
| Giacomo Monaco             | Termoli           |
| Luca Mondin                | Treviso           |
| Davide Moro                | Schio             |
| Andrea Niedda              | Ozieri            |
| Niccolò Pagliardini        | Arezzo            |
| Domenico Palermo           | Bari              |
| Matteo Passeri             | Gubbio            |
| Vincenzo Pedone            | Reggio Calabria   |
| Giorgio Peretti            | Verona            |
| Giuseppe Perrotti          | Campobasso        |
| Mattia Politi              | Lecce             |
| Emanuele Prenna            | Molfetta          |
| Matteo Pressato            | Latina            |
| Fabiano Preti              | Mantova           |
| Edoardo Raspollini         | Livorno           |
| Mattia Regattieri          | Finale Emilia     |
| Marco Ricci                | Firenze           |
| Fabrizio Aniello Ricciardi | Ancona            |
| Domenico Rocca             | Catanzaro         |
| Christian Rossi            | La Spezia         |
| Luigi Rossi                | Rovigo            |
| Marcello Rossi             | Biella            |
| Mattia Scarpa              | Reggio Emilia     |
| Marco Scatragli            | Arezzo            |
| Alberto Tegoni             | Milano            |
| Alessio Tolfo              | Pordenone         |
| Tiziana Trasciatti         | Foligno           |
| Marco Trinchieri           | Milano            |
| Valerio Vecchi             | Lamezia Terme     |
| Mario Vigile               | Cosenza           |
| Federico Votta             | Moliterno         |
| Daisuke Emanuele Yoshikawa | Roma 1            |
| Andrea Zingarelli          | Siena             |

### Arbitri Video Match Officials
| Nome e cognome         | Sezione  | V.M.O. dal | Anno di nascita |
| ---------------------- | -------- | ---------- | --------------- |
| Niccolò Baroni         | Firenze  | 2024       | 1983            |
| Giacomo Camplone       | Pescara  | 2024       | 1989            |
| Aleandro Di Paolo      | Avezzano | 2019       | 1977            |
| Matteo Gariglio        | Pinerolo | 2023       | 1988            |
| Matteo Gualtieri       | Asti     | 2024       | 1988            |
| Lorenzo Maggioni       | Lecco    | 2023       | 1984            |
| Valerio Marini         | Roma 1   | 2022       | 1982            |
| Paolo Silvio Mazzoleni | Bergamo  | 2019       | 1974            |
| Francesco Meraviglia   | Pistoia  | 2023       | 1988            |
| Luigi Nasca            | Bari     | 2019       | 1977            |
| Daniele Paterna        | Teramo   | 2023       | 1987            |
| Marco Serra            | Torino   | 2023       | 1981            |
| Manuel Volpi           | Arezzo   | 2024       | 1988            |

### Assistenti Video Match Officials
| Nome e cognome    | Sezione                 | Anno di nascita |
| ----------------- | ----------------------- | --------------- |
| Rodolfo Di Vuolo  | Castellammare di Stabia | 1980            |
| Giacomo Paganessi | Bergamo                 | 1977            |

### Osservatori arbitrali
Dalla stagione 2021-2022 vi è un unico gruppo di osservatori arbitrali per le gare di Serie A, B e C afferente alla C.O.N. (Commissione Osservatori Nazionale) Professionisti. La C.O.N. Professionisti è distinta e separata dalla C.A.N. A-B e dalla C.A.N. C. Il responsabile è Riccardo Tozzi.
| Nome e Cognome          | Sezione    | Ruolo        |
| ----------------------- | ---------- | ------------ |
| Riccardo Tozzi          | Ostia Lido | Responsabile |
| Rito Briglia            | Pesaro     | Componenti   |
| Stefano Calabrese       | Avezzano   | Componenti   |
| Andrea Rosario Carlucci | Molfetta   | Componenti   |
| Nicola Cavaccini        | Napoli     | Componenti   |

| Nome e cognome                  | Sezione          |
| ------------------------------- | ---------------- |
| Pietro Agapito                  | Lamezia Terme    |
| Piero Agostinelli               | Fermo            |
| Vito Albanese                   | Brindisi         |
| Marco Alberto                   | Asti             |
| Vito Onofrio Altomare           | Latina           |
| Marco Juanito Anniballi         | Foggia           |
| Andrea Antonelli                | Verona           |
| Fabrizio Babini                 | Rimini           |
| Enrico Bazzan                   | Vicenza          |
| Luigi Bellassai                 | Ragusa           |
| Lorenzo Bergamaschi             | Milano           |
| Massimo Bergamo                 | Venezia          |
| Andrea Bianchi                  | Como             |
| Davide Bianchi                  | Varese           |
| Christian Brighi                | Cesena           |
| Lorenzo Callegaro               | Biella           |
| Ciro Camerota                   | Arezzo           |
| Claudio Cantino                 | Torino           |
| Lorenzo Cappelletti             | Firenze          |
| Giuseppe Caricato               | Rossano          |
| Mariantonia Carrera             | Cosenza          |
| Giacinto Casella                | Brescia          |
| Luca Cesaretti                  | Lucca            |
| Antonio Cinque                  | Sulmona          |
| Paolo Cirio                     | Vercelli         |
| Paolo Coianiz                   | Forlì            |
| Paolo Consonni                  | Abbiategrasso    |
| Fabio Conte                     | Pescara          |
| Gabriele Contini                | Forlì            |
| Cristiano Copelli               | Mantova          |
| Guido Corradetti                | Fermo            |
| Massimo Corradin                | Schio            |
| Fabrizio D'Agostini             | Frosinone        |
| Gerardo D'Amore                 | Salerno          |
| Roberto D'Annibale              | Roma 2           |
| Domenico Dell'Uva               | Taranto          |
| Andrea Delogu                   | Bergamo          |
| Antonello Marco Di Concetto     | Napoli           |
| Umberto Di Miero                | Salerno          |
| Vincenzo Esposito               | Chioggia         |
| Garcia Fabbri                   | Ravenna          |
| Piero Ferrari                   | Roma 2           |
| Mario Festa                     | Padova           |
| Mauro Gabbrielli                | Oristano         |
| Roberto Gandolfi                | Cremona          |
| Francesco Gaudiosi              | Roma 1           |
| Domenico Massimiliano Gialluisi | Barletta         |
| Luigi Gianturco                 | Milano           |
| Stefano Gobbato                 | Basso Friuli     |
| Vito Granieri                   | Taranto          |
| Paolo Gregoroni                 | Napoli           |
| Mario Gulisano                  | Ercolano         |
| Alessandro Iacuzzo              | Basso Friuli     |
| Lorenzo lluzzi                  | Molfetta         |
| Luca Innocenti                  | Bolzano          |
| Antonino La Malfa               | Roma 1           |
| Fabrizio Lanciani               | Avezzano         |
| Claudio Lanza                   | Nichelino        |
| Claudio Lasagna                 | Lomellina        |
| Pierpaolo Le Fosse              | Rossano          |
| Marco Lo Iacono                 | Tortolì          |
| Simone Mancini                  | Siena            |
| Salvatore Marano                | Enna             |
| Federico Marchi                 | Imperia          |
| Gianluca Mariano                | Cremona          |
| Andrea Marzaloni                | Rimini           |
| Vincenzo Mauriello              | Padova           |
| Giuseppe Mercurio               | Taranto          |
| Francesco Milardi               | Reggio Calabria  |
| Valentino Missoni               | Tolmezzo         |
| Espedito Marco Musolino         | Taranto          |
| Andrea Nesi                     | Foligno          |
| Salvatore Maria Ottaviano       | Firenze          |
| Luca Palanca                    | Roma 1           |
| Michele Pangrazio               | Brescia          |
| Giovanni Pantalone              | Napoli           |
| Aldo Paolini                    | Pesaro           |
| Carmelo Parisi                  | Marsala          |
| Marco Parisi                    | Firenze          |
| Alessandro Pergola              | Roma 1           |
| Rosario Perrone                 | Agrigento        |
| Michele Pingitore               | Pisa             |
| Efisio Pinna                    | Ostia Lido       |
| Sergio Pititto                  | Vibo Valentia    |
| Enrico Preziosi                 | Foligno          |
| Claudio Puglisi                 | Voghera          |
| Virginio Quartuccio             | Torre Annunziata |
| Fabio Ramadori                  | Fermo            |
| Alberto Ramaglia                | Napoli           |
| Umberto Luigi Raspante          | Catania          |
| Alessandro Ricco                | Olbia            |
| Domenico Riefolo                | Barletta         |
| Francesco Paolo Rinella         | Palermo          |
| Sandro Rossomando               | Salerno          |
| Massimiliano Russo              | Pisa             |
| Pia Russo                       | Merano           |
| Alberto Santi                   | Sassari          |
| Giorgio Santi                   | Foligno          |
| Marco Savelli                   | Pesaro           |
| Carlo Scarati                   | Termoli          |
| Roberto Scevola                 | Padova           |
| Biagio Andrea Schilirò          | Catania          |
| Gabriele Scozzafava             | Firenze          |
| Massimo Serena                  | Genova           |
| Giovanni Soldano                | Venosa           |
| Gavino Solinas                  | VCO              |
| Francesco Squillace             | Catanzaro        |
| Luigi Storti                    | Avellino         |
| Paolo Tenaglia                  | Perugia          |
| Gaetano Fabio Terranova         | Reggio Emilia    |
| Giuseppe Tortora                | Albenga          |
| Riccardo Uliana                 | Conegliano       |
| Riccardo Villa                  | Albenga          |
| Andrea Zampino                  | Aprilia          |
| Diego Zanieri                   | Firenze          |
| Alessandro Zara                 | Roma 2           |
| Gaetano Zonno                   | Bari             |

## Arbitri internazionali italiani

### Arbitri calcio a 11
| Nome e cognome   | Anno di nomina | Categoria UEFA |
| ---------------- | -------------- | -------------- |
| Daniele Chiffi   | 2022           | Seconda        |
| Andrea Colombo   | 2024           | Seconda        |
| Marco Guida      | 2014           | Elite          |
| Matteo Marcenaro | 2025           | Seconda        |
| Matteo Marchetti | 2025           | Seconda        |
| Fabio Maresca    | 2020           | Seconda        |
| Maurizio Mariani | 2019           | Elite          |
| Davide Massa     | 2014           | Elite          |
| Luca Pairetto    | 2022           | Seconda        |
| Simone Sozza     | 2023           | Prima          |

### Arbitri Video Match Officials calcio a
| Nome e cognome         | Anno di nomina |
| ---------------------- | -------------- |
| Rosario Abisso         | 2025           |
| Gianluca Aureliano     | 2022           |
| Marco Di Bello         | 2021           |
| Aleandro Di Paolo      | 2023           |
| Daniele Doveri         | 2022           |
| Michael Fabbri         | 2024           |
| Federico La Penna      | 2025           |
| Valerio Marini         | 2024           |
| Paolo Silvio Mazzoleni | 2024           |
| Daniele Paterna        | 2025           |

### Assistenti calcio a 11
| Nome e cognome    | Anno di nomina |
| ----------------- | -------------- |
| Stefano Alassio   | 2019           |
| Giovanni Baccini  | 2022           |
| Alessio Berti     | 2024           |
| Daniele Bindoni   | 2021           |
| Ciro Carbone      | 2019           |
| Davide Imperiale  | 2023           |
| Filippo Meli      | 2015           |
| Giorgio Peretti   | 2019           |
| Giuseppe Perrotti | 2025           |
| Alberto Tegoni    | 2019           |

### Arbitri donna
| Nome e cognome             | Anno di nomina |
| -------------------------- | -------------- |
| Deborah Bianchi            | 2022           |
| Maria Sole Ferrieri Caputi | 2019           |
| Silvia Gasperotti          | 2022           |
| Maria Marotta              | 2016           |
| Martina Molinaro           | 2022           |

### Assistenti donna
| Nome e cognome      | Anno di nomina |
| ------------------- | -------------- |
| Francesca Di Monte  | 2016           |
| Veronica Martinelli | 2018           |
| Giulia Tempestilli  | 2021           |
| Tiziana Trasciatti  | 2019           |
| Veronica Vettorel   | 2015           |

### Arbitri calcio a 5
| Nome e cognome   | Anno di nomina |
| ---------------- | -------------- |
| Giulio Colombin  | 2021           |
| Nicola Manzione  | 2014           |
| Dario Pezzuto    | 2018           |
| Giovanni Zannola | 2022           |
| Simone Zanfino   | 2024           |

### Arbitri calcio a 5 donna
| Nome e cognome  | Anno di nomina |
| --------------- | -------------- |
| Chiara Perona   | 2016           |
| Martina Piccolo | 2023           |

### Arbitri Beach Soccer
| Cognome e Nome         | Anno di nomina |
| ---------------------- | -------------- |
| Elena Bomba            | 2025           |
| Saverio Bottalico      | 2017           |
| Davide Innaurato       | 2023           |
| Moreno Francesco Longo | 2022           |
| Giorgio Piraccini      | 2025           |
| Fiammetta Susanna      | 2019           |

## Suddivisione regionale Arbitri C.A.N. A-B 2024-2025
- 8 Lazio: Di Marco - Doveri - Fourneau - La Penna - Marchetti - Mariani - Marinelli - Perri.
- 5 Emilia-Romagna: Aureliano - Fabbri - Piccinini - Prontera - Rapuano.
- 4 Lombardia: Bonacina - Colombo - Sozza - Tremolada.
- 3 Abruzzo: Dionisi - Feliciani - Scatena.
- 3 Campania: Arena - Guida - Maresca.
- 3 Liguria: Ghersini - Marcenaro - Massa.
- 2 Piemonte V.d'A.: Manganiello - Pairetto.
- 3 Puglia: Ayroldi - Di Bello - Pezzuto.
- 3 Sicilia: Abisso - Rutella - Santoro.
- 3 Toscana: Crezzini - Ferrieri Caputi - Galipò.
- 2 Marche: Monaldi - Sacchi.
- 2 Sardegna: Collu - Giua.
- 1 Veneto: Chiffi.
- 1 Calabria: Cosso.
- 1 Friuli Venezia Giulia: Zufferli.
- 1 Molise: Massimi.
- 1 Trentino A.A.: Perenzoni.

## Storico promozioni e dismissioni C.A.N. A e C.A.N. B
In grassetto gli arbitri ancora in attività nella C.A.N.
| Anno | Promossi | Promossi | Dismessi | Dismessi |
| ---- | --- | --- | --- | --- |
|      | C.A.N. A-B | C.A.N. A-B | C.A.N. A-B | C.A.N. A-B |
| 2025 | Allegretta · Calzavara · Mucera · Turrini · Zanotti                                                                       | Allegretta · Calzavara · Mucera · Turrini · Zanotti                                                                       | Aureliano · Cosso · Ghersini · Giua · Monaldi · Orsato (de iure) · Prontera · Rutella · Santoro · Scatena                             | Aureliano · Cosso · Ghersini · Giua · Monaldi · Orsato (de iure) · Prontera · Rutella · Santoro · Scatena                             |
| 2024 | Arena · Crezzini · Galipò · Perri · Scatena                                                                               | Arena · Crezzini · Galipò · Perri · Scatena                                                                               | Baroni · Camplone · Gualtieri · Minelli · Orsato (de facto) · Volpi                                                                   | Baroni · Camplone · Gualtieri · Minelli · Orsato (de facto) · Volpi                                                                   |
| 2023 | Bonacina · Collu · Di Marco · Monaldi · Tremolada                                                                         | Bonacina · Collu · Di Marco · Monaldi · Tremolada                                                                         | Gariglio · Irrati · Maggioni · Meraviglia · Miele · Paterna · Serra · Valeri                                                          | Gariglio · Irrati · Maggioni · Meraviglia · Miele · Paterna · Serra · Valeri                                                          |
| 2022 | Feliciani · Ferrieri Caputi · Gualtieri · Perenzoni · Rutella                                                             | Feliciani · Ferrieri Caputi · Gualtieri · Perenzoni · Rutella                                                             | Abbattista · Di Martino · I. Robilotta · Giacomelli · Pasqua · Marini · Calvarese (de iure)                                           | Abbattista · Di Martino · I. Robilotta · Giacomelli · Pasqua · Marini · Calvarese (de iure)                                           |
| 2021 | Colombo · Cosso · Marcenaro · Miele · Zufferli · Baroni (reintegrato) · Minelli (reintegrato) D. De Santis (alla memoria) | Colombo · Cosso · Marcenaro · Miele · Zufferli · Baroni (reintegrato) · Minelli (reintegrato) D. De Santis (alla memoria) | Amabile · Illuzzi · I. Robilotta (poi reintegrato) · Ros · Calvarese (de facto)                                                       | Amabile · Illuzzi · I. Robilotta (poi reintegrato) · Ros · Calvarese (de facto)                                                       |
|      | C.A.N. A | C.A.N. B | C.A.N. A | C.A.N. B |
| 2020 | Fourneau · Sacchi | Gariglio · Marchetti · Meraviglia · Paterna · Santoro                                                                     | Rocchi | Baroni · Minelli |
| 2019 | Giua · Piccinini | Amabile · G. Ayroldi · Camplone · Robilotta · Sozza                                                                       | Banti · P. Mazzoleni | Di Paolo · Guccini · Nasca · Pillitteri · Piscopo                                                                                     |
| 2018 | Chiffi · La Penna | Dionisi · Maggioni · Massimi · Prontera · Volpi                                                                           | Damato · Gavillucci · Rizzoli (de iure)· Tagliavento                                                                                  | Balice · Martinelli · Pinzani · Saia                                                                                                  |
| 2017 | Abisso · Manganiello · Pasqua                                                                                             | Balice · Fourneau · Giua · Guccini · Pillitteri · Piscopo                                                                 | Rizzoli (de facto) ·Celi · Russo | Mainardi |
| 2016 | Maresca · L. Pairetto | Baroni · Di Martino · Mainardi · Marinelli · Piccinini                                                                    | Cervellera · Gervasoni | Baracani · Candussio · Ripa |
| 2015 | Fabbri · Gavillucci · Mariani                                                                                             | Illuzzi · Marini · Martinelli · Rapuano · Serra                                                                           | Peruzzo · Tommasi | Merchiori · Roca |
| 2014 | Cervellera · Di Bello | Abisso · Pezzuto · Ripa · Ros · Sacchi                                                                                    | Bergonzi · De Marco | F. Borriello · Bruno · Ciampi · Ostinelli                                                                                             |
| 2013 | Irrati · Tommasi | Aureliano · Bruno · Chiffi · Ghersini · Maresca · Minelli · Saia                                                          | Giannoccaro · Romeo | Castrignanò · Giancola · Palazzino · Tozzi · Velotto                                                                                  |
| 2012 | Calvarese · Giacomelli · Massa                                                                                            | Abbattista · F. Borriello · Castrignanò · Fabbri · La Penna · Manganiello · L. Pairetto · Pasqua · Roca                   | Brighi · G. Gava | Baratta · Gallione · Viti |
| 2011 | Doveri · Guida | Di Bello · Di Paolo · Gavillucci · Irrati · Mariani · Viti                                                                | Morganti · Pierpaoli | Bagalini · Corletto · Ruini · Stefanini                                                                                               |
|      | C.A.N. A e B | C.A.N. A e B | C.A.N. A e B | C.A.N. A e B |
| 2010 | Bagalini · Baratta · Cervellera · Corletto · Giacomelli · Massa · Merchiori · Ostinelli · Palazzino · Ruini               | Bagalini · Baratta · Cervellera · Corletto · Giacomelli · Massa · Merchiori · Ostinelli · Palazzino · Ruini               | Rosetti · Saccani · Trefoloni | Rosetti · Saccani · Trefoloni |
| 2009 | Doveri · Gallione · Giancola · Guida · Nasca                                                                              | Doveri · Gallione · Giancola · Guida · Nasca                                                                              | N. Ayroldi · Cavarretta · Dondarini · Farina · Girardi · Marelli · Scoditti                                                           | N. Ayroldi · Cavarretta · Dondarini · Farina · Girardi · Marelli · Scoditti                                                           |
| 2008 | Baracani · Calvarese · Candussio · Peruzzo · Tozzi                                                                        | Baracani · Calvarese · Candussio · Peruzzo · Tozzi                                                                        | Bertini · Herberg · G. Lops · Palanca · Pantana · G. Paparesta · T. Pieri · Salati · Squillace                                        | Bertini · Herberg · G. Lops · Palanca · Pantana · G. Paparesta · T. Pieri · Salati · Squillace                                        |
| 2007 | Cavarretta · Pinzani · Russo · Scoditti · Tommasi · Valeri                                                                | Cavarretta · Pinzani · Russo · Scoditti · Tommasi · Valeri                                                                | De Santis · Iannone · Lena · Messina · Zanzi                                                                                          | De Santis · Iannone · Lena · Messina · Zanzi                                                                                          |
| 2006 | Celi · Damato · Gervasoni · Iannone · Lena · Orsato · Pierpaoli · Salati · Velotto · Zanzi                                | Celi · Damato · Gervasoni · Iannone · Lena · Orsato · Pierpaoli · Salati · Velotto · Zanzi                                | Cassarà · Collina · A. Dattilo · Gabriele · M. Mazzoleni · Preschern · Racalbuto · Rodomonti · Tombolini                              | Cassarà · Collina · A. Dattilo · Gabriele · M. Mazzoleni · Preschern · Racalbuto · Rodomonti · Tombolini                              |
| 2005 | Ciampi · G. Gava · Herberg · G. Lops · Marelli                                                                            | Ciampi · G. Gava · Herberg · G. Lops · Marelli                                                                            | Carlucci · Castellani · Cruciani · Nucini                                                                                             | Carlucci · Castellani · Cruciani · Nucini                                                                                             |
| 2004 | Banti · P. Mazzoleni · Pantana · Squillace · Stefanini                                                                    | Banti · P. Mazzoleni · Pantana · Squillace · Stefanini                                                                    | Bolognino · Pellegrino | Bolognino · Pellegrino |
| 2003 | Carlucci · Giannoccaro · M. Mazzoleni · Rocchi · Romeo · Tagliavento                                                      | Carlucci · Giannoccaro · M. Mazzoleni · Rocchi · Romeo · Tagliavento                                                      | Cannella · Palmieri · Trentalange · Treossi                                                                                           | Cannella · Palmieri · Trentalange · Treossi                                                                                           |
| 2002 | Bergonzi · Brighi · De Marco · Girardi                                                                                    | Bergonzi · Brighi · De Marco · Girardi                                                                                    | G. Borriello · Braschi · Cesari · Rossi                                                                                               | G. Borriello · Braschi · Cesari · Rossi                                                                                               |
| 2001 | Cannella · Cruciani · A. Dattilo · Palanca · Rizzoli                                                                      | Cannella · Cruciani · A. Dattilo · Palanca · Rizzoli                                                                      | Bonfrisco · Fausti · Pirrone · Serena · Soffritti · Zaltron                                                                           | Bonfrisco · Fausti · Pirrone · Serena · Soffritti · Zaltron                                                                           |
| 2000 | Dondarini · Morganti · Palmieri · T. Pieri · Trefoloni                                                                    | Dondarini · Morganti · Palmieri · T. Pieri · Trefoloni                                                                    | Bazzoli · Branzoni · Boggi · Guiducci · Pin · Strazzera                                                                               | Bazzoli · Branzoni · Boggi · Guiducci · Pin · Strazzera                                                                               |
| 1999 | N. Ayroldi · Cassarà · Gabriele · Saccani · Soffritti · Zaltron                                                           | N. Ayroldi · Cassarà · Gabriele · Saccani · Soffritti · Zaltron                                                           | Bettin · Cardella · Ceccarini · Dagnello · Sirotti · Sputore                                                                          | Bettin · Cardella · Ceccarini · Dagnello · Sirotti · Sputore                                                                          |
| 1998 | Bertini · Castellani · Fausti · Guiducci · Pirrone                                                                        | Bertini · Castellani · Fausti · Guiducci · Pirrone                                                                        | Calabrese · Ercolino · Gambino · Lana · P. Pairetto                                                                                   | Calabrese · Ercolino · Gambino · Lana · P. Pairetto                                                                                   |
| 1997 | Calabrese · Cardella · G. Paparesta · Rosetti · Sputore · Strazzera                                                       | Calabrese · Cardella · G. Paparesta · Rosetti · Sputore · Strazzera                                                       | Beschin · Gronda · Nicchi · Piretti · Stafoggia                                                                                       | Beschin · Gronda · Nicchi · Piretti · Stafoggia                                                                                       |
| 1996 | Gambino · Nucini · Pin · Piretti · Preschern · Sirotti                                                                    | Gambino · Nucini · Pin · Piretti · Preschern · Sirotti                                                                    | Amendolia · Cardona · Cinciripini · De Prisco · Franceschini · Quartuccio · Rosica                                                    | Amendolia · Cardona · Cinciripini · De Prisco · Franceschini · Quartuccio · Rosica                                                    |
| 1995 | Branzoni · Dagnello · Ercolino · Rossi · Serena                                                                           | Branzoni · Dagnello · Ercolino · Rossi · Serena                                                                           | Arena · Brignoccoli · Dinelli · Pacifici                                                                                              | Arena · Brignoccoli · Dinelli · Pacifici                                                                                              |
| 1994 | De Prisco · De Santis · Farina · Gronda · Messina                                                                         | De Prisco · De Santis · Farina · Gronda · Messina                                                                         | Baldas · Chiesa · Fucci · Luci · Nepi                                                                                                 | Baldas · Chiesa · Fucci · Luci · Nepi                                                                                                 |
| 1993 | Bonfrisco · Lana · Nepi · Pacifici · Tombolini · Treossi                                                                  | Bonfrisco · Lana · Nepi · Pacifici · Tombolini · Treossi                                                                  | Conocchiari · Fabricatore · Felicani · Merlino · Mughetti · Pezzella · Sguizzato                                                      | Conocchiari · Fabricatore · Felicani · Merlino · Mughetti · Pezzella · Sguizzato                                                      |
| 1992 | Bolognino · G. Borriello · Braschi · Franceschini · Pellegrino · Racalbuto                                                | Bolognino · G. Borriello · Braschi · Franceschini · Pellegrino · Racalbuto                                                | Boemo · Cornieti · D'Elia · De Angelis · Guidi · Lanese · R. Lo Bello · Scaramuzza                                                    | Boemo · Cornieti · D'Elia · De Angelis · Guidi · Lanese · R. Lo Bello · Scaramuzza                                                    |
| 1991 | Arena · Brignoccoli · Collina · Conocchiari · Dinelli · Rodomonti                                                         | Arena · Brignoccoli · Collina · Conocchiari · Dinelli · Rodomonti                                                         | Bruni · Coppetelli · Dal Forno · Di Cola · Frigerio · Iori · Longhi · Magni · Monni                                                   | Bruni · Coppetelli · Dal Forno · Di Cola · Frigerio · Iori · Longhi · Magni · Monni                                                   |
| 1990 | Bazzoli · Bettin · Cesari · Chiesa · De Angelis · Mughetti                                                                | Bazzoli · Bettin · Cesari · Chiesa · De Angelis · Mughetti                                                                | L. Agnolin · Arcangeli · Bailo · Bizzarri · Cafaro · Lombardi · Piana                                                                 | L. Agnolin · Arcangeli · Bailo · Bizzarri · Cafaro · Lombardi · Piana                                                                 |
| 1989 | Arcangeli · Bizzarri · Cardona · Cinciripini · Fucci · Lombardi · Merlino · Rosica · Scaramuzza                           | Arcangeli · Bizzarri · Cardona · Cinciripini · Fucci · Lombardi · Merlino · Rosica · Scaramuzza                           | Acri · Calabretta · Frattin · R. Paparesta · Pucci · Sanguineti · Satariano                                                           | Acri · Calabretta · Frattin · R. Paparesta · Pucci · Sanguineti · Satariano                                                           |
| 1988 | Boemo · Boggi · Cafaro · Ceccarini · Frattin · Iori · Monni · Piana · Sanguineti · Stafoggia · Trentalange                | Boemo · Boggi · Cafaro · Ceccarini · Frattin · Iori · Monni · Piana · Sanguineti · Stafoggia · Trentalange                | Bergamo · Boschi · Casarin · Esposito · Fiorenza · F. Gava · Lombardo · Novi · C. Pieri · Tarallo · Tuveri                            | Bergamo · Boschi · Casarin · Esposito · Fiorenza · F. Gava · Lombardo · Novi · C. Pieri · Tarallo · Tuveri                            |
| 1987 | Bailo · Beschin · Bruni · Calabretta · Fiorenza · Guidi · Quartuccio · Satariano                                          | Bailo · Beschin · Bruni · Calabretta · Fiorenza · Guidi · Quartuccio · Satariano                                          | Baldi · Bruschini · Lamorgese · Leni · Mattei · Redini · Scalise · Testa · Vecchiatini                                                | Baldi · Bruschini · Lamorgese · Leni · Mattei · Redini · Scalise · Testa · Vecchiatini                                                |
| 1986 | Acri · Dal Forno · Di Cola · Felicani · Nicchi · Pucci · Scalise                                                          | Acri · Dal Forno · Di Cola · Felicani · Nicchi · Pucci · Scalise                                                          | Altobelli · Ballerini · Bianciardi · Cassi · Da Pozzo · D'Innocenzo · Gabbrielli · Greco · Ongaro · Pellicanò · Pirandola · Tubertini | Altobelli · Ballerini · Bianciardi · Cassi · Da Pozzo · D'Innocenzo · Gabbrielli · Greco · Ongaro · Pellicanò · Pirandola · Tubertini |
| 1985 | Amendolia · Baldas · Cassi · Cornieti · Fabricatore · F. Gava · Novi · Tarallo                                            | Amendolia · Baldas · Cassi · Cornieti · Fabricatore · F. Gava · Novi · Tarallo                                            | Barbaresco · Ciulli | Barbaresco · Ciulli |
| 1984 | Bruschini · D'Innocenzo · Frigerio · Gabbrielli · Greco · Tuveri · Vecchiatini                                            | Bruschini · D'Innocenzo · Frigerio · Gabbrielli · Greco · Tuveri · Vecchiatini                                            | Angelelli · Benedetti · De Marchi · Facchin · Menicucci · Polacco · Vitali                                                            | Angelelli · Benedetti · De Marchi · Facchin · Menicucci · Polacco · Vitali                                                            |
| 1983 | Boschi · Coppetelli · Da Pozzo · Luci · Ongaro · Pellicanò                                                                | Boschi · Coppetelli · Da Pozzo · Luci · Ongaro · Pellicanò                                                                | Falzier · Giaffreda · Menegali · Patrussi · Sarti                                                                                     | Falzier · Giaffreda · Menegali · Patrussi · Sarti                                                                                     |
| 1982 | Baldi · De Marchi · Lamorgese · Sarti · Sguizzato · Testa                                                                 | Baldi · De Marchi · Lamorgese · Sarti · Sguizzato · Testa                                                                 | D. Lops · Milan · Parussini · Prati · Tani · Tonolini                                                                                 | D. Lops · Milan · Parussini · Prati · Tani · Tonolini                                                                                 |
| 1981 | Esposito · Giaffreda · Leni · Pezzella · Polacco · Tubertini                                                              | Esposito · Giaffreda · Leni · Pezzella · Polacco · Tubertini                                                              | Castaldi · Lattanzi · Michelotti · Terpin                                                                                             | Castaldi · Lattanzi · Michelotti · Terpin                                                                                             |

## Storico promozioni e dismissioni V.A.R. PRO
In grassetto i VAR ancora in attività nella C.A.N.
| Anno | Promossi                                                                                                   | Promossi                                                                                                   | Dismessi                                                                | Dismessi                                                                |
| ---- | --- | --- | ----------------------------------------------------------------------- | ----------------------------------------------------------------------- |
| 2025 | | | Di Martino· Longo · Irrati · Miele · Minelli · Muto · Pagnotta · Valeri | Di Martino· Longo · Irrati · Miele · Minelli · Muto · Pagnotta · Valeri |
| 2024 | Baroni · Camplone · Gualtieri · Minelli · Volpi                                                            | Baroni · Camplone · Gualtieri · Minelli · Volpi                                                            | Abbattista                                                              | Abbattista                                                              |
| 2023 | Di Vuolo · Gariglio · Irrati · Maggioni · Meraviglia · Miele · Pagnotta · Daniele Paterna · Serra · Valeri | Di Vuolo · Gariglio · Irrati · Maggioni · Meraviglia · Miele · Pagnotta · Daniele Paterna · Serra · Valeri | Banti                                                                   | Banti                                                                   |
| 2022 | Abbattista · Di Martino · Longo · Marini · Muto · Paganessi                                                | Abbattista · Di Martino · Longo · Marini · Muto · Paganessi                                                |                                                                         |                                                                         |
| 2021 | | |                                                                         |                                                                         |
| 2020 | | |                                                                         |                                                                         |
| 2019 | Banti · Di Paolo · P. Mazzoleni · Nasca                                                                    | Banti · Di Paolo · P. Mazzoleni · Nasca                                                                    |                                                                         |                                                                         |